# بادو اندیایه
پاپا الیون اندیایه (فرانسوی: Papa Alioune Ndiaye‎؛ زادهٔ ۲۷ اکتبر ۱۹۹۰) که با نام بادو اندیایه شناخته می‌شود، بازیکن فوتبال اهل سنگال است.
از باشگاه‌هایی که در آن بازی کرده‌است می‌توان به بوده/گلیمت، عثمانلی‌اسپور، گالاتاسرای، استوک سیتی، ترابزون‌اسپور و العین اشاره کرد.
وی همچنین در تیم ملی فوتبال سنگال بازی کرده‌است.